# Голенищенская
Голенищенская — деревня в Шенкурском районе Архангельской области. Входит в состав муниципального образования «Ровдинское».

## География
Деревня расположена в южной части Архангельской области, в таёжной зоне, в пределах северной части Русской равнины, в 60 километрах на юго-запад от города Шенкурска, на левом берегу реки Суланда, притока Пуи. Ближайшие населённые пункты: на востоке, на противоположенном берегу реки, деревня Фоминская.
Часовой пояс
Голенищенская, как и вся Архангельская область, находится в часовой зоне МСК (московское время). Смещение применяемого времени относительно UTC составляет +3:00.

## Население
| 2002 | 2010 | 2012 |
| ---- | ---- | ---- |
| 5    | →5   | ↘3   |

## История
Указана в «Списке населённых мест по сведениям 1859 года» в составе Шенкурского уезда(1-го стана) Архангельской губернии под номером «2096» как «Гонщенская(Голенищевская,Юрьевская)». Насчитывала 9 дворов, 34 жителя мужского пола и 34 женского.
В «Списке населенных мест Архангельской губернии к 1905 году» деревня Голенищевская(Юрьевская) насчитывает 14 дворов, 42 мужчины и 52 женщины.  В административном отношении деревня входила в состав Суландского сельского общества Ровдинской волости.
На 1 мая 1922 года в поселении 29 дворов, 49 мужчин и 78 женщин..